# Motor Trend (Italia)
Motor Trend è un canale televisivo italiano dedicato ai motori edito da Warner Bros. Discovery Italia, divisione del gruppo Warner Bros. Discovery.

## Storia
Il canale ha iniziato le trasmissioni il 29 aprile 2018 alle ore 6:00 con il reality show Car Crash TV sull'LCN 56 del digitale terrestre nel mux Rete A 1 (in sostituzione di Focus, il cui brand è passato nelle mani di Mediaset) e sulle piattaforme satellitari Tivùsat (LCN 56) e Sky Italia (LCN 418). Negli Stati Uniti, Motor Trend è un periodico dedicato ai contenuti automotive e sport motoristici. Il brand è entrato a far parte del portfolio Discovery in seguito alla joint venture siglata, lo scorso agosto, con TEN: The Enthusiast Network. Il 2 settembre 2018 viene aggiunta alla sinistra del logo di rete, la D del logo Discovery, uniformandosi agli altri canali free. Il 26 ottobre nasce Motor Friday, il contenitore del venerdì pomeriggio cancellato il 10 maggio 2019.
Il 1º aprile 2019 la versione satellitare del canale viene convertita all'HD, rendendo il canale fruibile solo in tale formato sugli LCN 56 di Tivùsat e 418 di Sky Italia. Dal 9 aprile Motor Trend, insieme agli altri canali in chiaro del gruppo, è disponibile anche in streaming in alta definizione su Dplay. Dal 21 dicembre 2019 il canale è visibile sull'LCN 59 del digitale terrestre nel mux TIMB 2, posizione precedentemente occupata da Alpha, trasmettendo sul 56 provvisoriamente fino al 2 febbraio 2020 quando è subentrato il nuovo canale Discovery HGTV. Il 16 aprile 2020 la luminosa di rete venne rimpicciolita, con accanto l’intero logo Discovery. Furono inoltre modificate le scritte in sovrimpressione, compresi i vari suffissi.
Il 12 gennaio 2021 la versione HD viene spostata all'LCN 57 di Tivùsat, per lasciare posto alla stessa versione di HGTV. Il 27 maggio 2021 il canale torna ad essere disponibile nel mux Rete A 1, mentre sul mux TIMB 2 diventa Provvisorio e senza LCN fino al 1º settembre seguente. Il 1º luglio 2021 in seguito ad una riorganizzazione di alcuni canali Sky, Motor Trend si trasferisce all'LCN 419. L'8 marzo 2022 la versione in alta definizione del canale arriva sul digitale terrestre, sostituendo la versione SD. Il 6 giugno la luminosa di rete ha riadottato la propria colorazione, andando ad affiancare il logo della nuova società Warner Bros. Discovery. La raccolta pubblicitaria del canale è affidata a Discovery Media, il ramo vendite di Discovery Italia.

## Palinsesto
Motor Trend ha una programmazione costituita da programmi factual che trattano di motori: non solo auto e moto, ma qualsiasi veicolo dotato di motore in grado di generare passione ed emozioni attraverso le storie di volti leggendari e iconici e i veicoli straordinari e unici che hanno fatto la storia dei motori. 
Sono presenti, nella programmazione del canale, anche le finestre informative di TG Motor Trend, curato da CNN Italia.

### Produzioni originali
Di seguito sono elencate le produzioni originali del canale italiano:
- Auto - storia di una rivoluzione
- Cortesie per l'auto
- Dal pollaio alla pista
- Drive Me Crazy
- Electromod
- In officina con Ema
- Ingegneria degli errori con Piergiorgio Odifreddi
- Le Regine
- Lord of the Bikes
- Motors
- Motor Trend Mag
- Mud War - A prova di fango

### Programmi televisivi
- Auto/biography
- A caccia di auto (stagione 7+)
- Affari a quattro ruote (stagione 14+)
- Affari a quattro ruote - On The Road
- Affari a quattro ruote Francia
- Affari in un click
- Amore a 4 ruote
- Bad Chad: Il mago delle auto
- Bike N' Furious: pazzi a due ruote
- Buena Vista Classic Cars
- Car Crash TV
- Come ti rifaccio l'auto
- Come è fatto
- Come è fatto: Supercar
- Classic Cars: missioni impossibili
- Diesel Brothers
- Dirty N' Loud
- Fast N' Loud
- Fast N' Loud Clip Show
- Fast N' Loud: Hot Wheels Special
- Fabbriche X-Large
- Fifth Gear
- Giganti on the Road: USA
- Gli eroi dell'asfalto
- Goblin garage
- I maghi del garage
- I re della strada
- I segreti delle megafabbriche
- Il garage delle meraviglie
- Il giro del mondo a 4 ruote
- Il Re delle supercar
- Ingegneria impossibile
- Iron garage
- L'impero delle macchine
- L'impero dei rottami
- La clinica dei rottami
- Macchine da soldi
- Meccanici allo sbando
- Meccanici si nasce
- Mega Fabbriche
- Mega Race
- Mega trasporti
- Mega veicoli
- Mega lavori
- Mega macchine d'Alaska
- Mega navi XXL
- Mega Pit Stop
- Mega Truck Show
- Nel nome del turbo
- Officina di polizia
- Officine da Incubo
- Overhaulin'
- Quanto vale la tua auto?
- Restauri a quattro ruote
- Reperti d'assalto
- Parking Wars
- Salt Lake Garage
- Sogni a quattro ruote
- Sfida a quattro ruote
- Supercar: auto da sogno
- Suv da sogno
- Street Customs: Las Vegas
- Texas Metal
- Velocità Massima
- Vintage Garage
- Vintage Voltage
- Zaki's Garage

### Sport e programmi sportivi
- Sei Nazioni (dal 6 febbraio al 20 marzo 2021)

### Informazione
- TG Motor Trend con CNN
- Meteo

## Ascolti

### Share mensile
Dati Auditel relativi al giorno medio mensile sul target individui 4+.
| Anno | Gen   | Feb   | Mar   | Apr   | Mag   | Giu   | Lug   | Ago   | Set   | Ott   | Nov   | Dic   | Media anno |
| ---- | ----- | ----- | ----- | ----- | ----- | ----- | ----- | ----- | ----- | ----- | ----- | ----- | ---------- |
| 2018 | -     | -     | -     | -     | 0,41% | 0,49% | 0,59% | 0,59% | 0,50% | 0,50% | 0,46% | 0,48% | 0,50%      |
| 2019 | 0,48% | 0,43% | 0,41% | 0,42% | 0,41% | 0,44% | 0,48% | 0,45% | 0,46% | 0,46% | 0,47% | 0,49% | 0,45%      |
| 2020 | 0,49% | 0,36% | 0,37% | 0,44% | 0,39% | 0,40% | 0,45% | 0,48% | 0,42% | 0,37% | 0,36% | 0,37% | 0,40%      |
| 2021 | 0,37% | 0,39% | 0,40% | 0,42% | 0,38% | 0,48% | 0,45% | 0,49% | 0,45% | 0,42% | 0,40% | 0,44% | 0,42%      |
| 2022 | 0,42% | 0,40% | 0,60% | 0,61% | 0,39% | 0,49% | 0,51% | 0,61% | 0,47% | 0,43% | 0,50% | 0,49% | 0,45%      |
| 2023 | 0,52% | 0,49% | 0,46% | 0,47% | 0,47% | 0,48% | 0,50% | 0,59% | 0,49% | 0,42% | 0,48% | 0,57% | 0,49%      |
| 2024 | 0,52% | 0,47% | 0,48% | 0,47% | 0,47% | 0,48% | 0,49% | 0,54% | 0,48% | 0,43% | 0,44% | 0,49% | 0,48%      |
| 2025 | 0,51% | 0,40% | 0,43% | 0,40% | 0,34% | 0,38% |       |       |       |       |       |       |            |